# Lombardore
Lombardore (piemontesisch Lombardor) ist eine Gemeinde in der italienischen Metropolitanstadt Turin (TO), Region Piemont.

## Lage und Einwohner
Lombardone liegt 23 km nördlich von Turin. Das Gemeindegebiet umfasst eine Fläche von 12 km² und hat 1714 Einwohner (Stand 31. Dezember 2023).
Die Gemeinde Lombardore ist bekannt für eine Rennstrecke (1100 Meter) von regionaler Bedeutung. und eines staatlichen Geländes des Verteidigungsministeriums, das einst als Schießstand und Übungsplatz genutzt wurde und heute vollständig zum Naturschutzgebiet La Vauda gehört.
Die Nachbargemeinden sind Rivarolo Canavese, Bosconero, Rivarossa, San Benigno Canavese, San Francesco al Campo, Leinì und Volpiano.

## Galerie

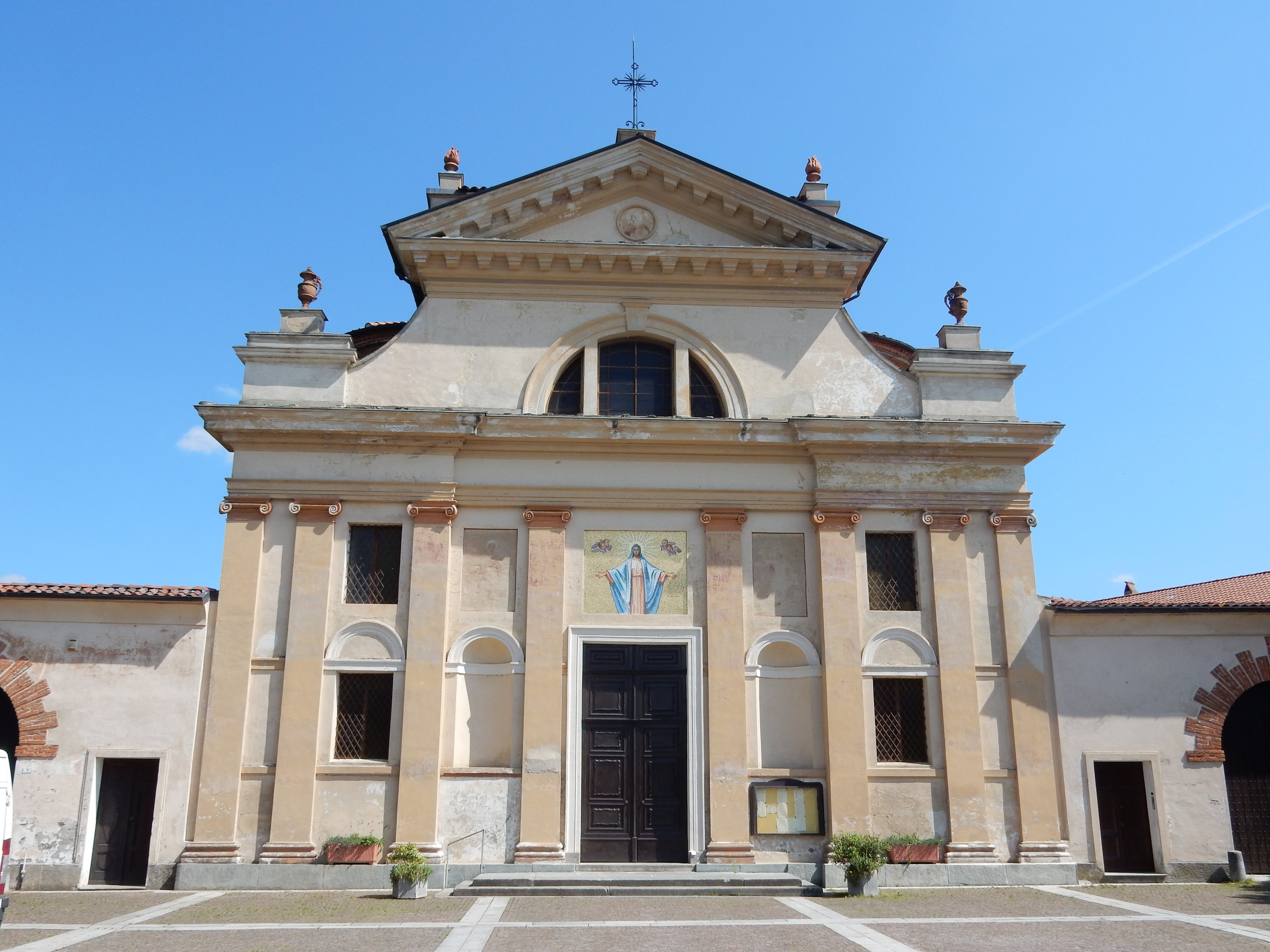
Kirche S.Agapito
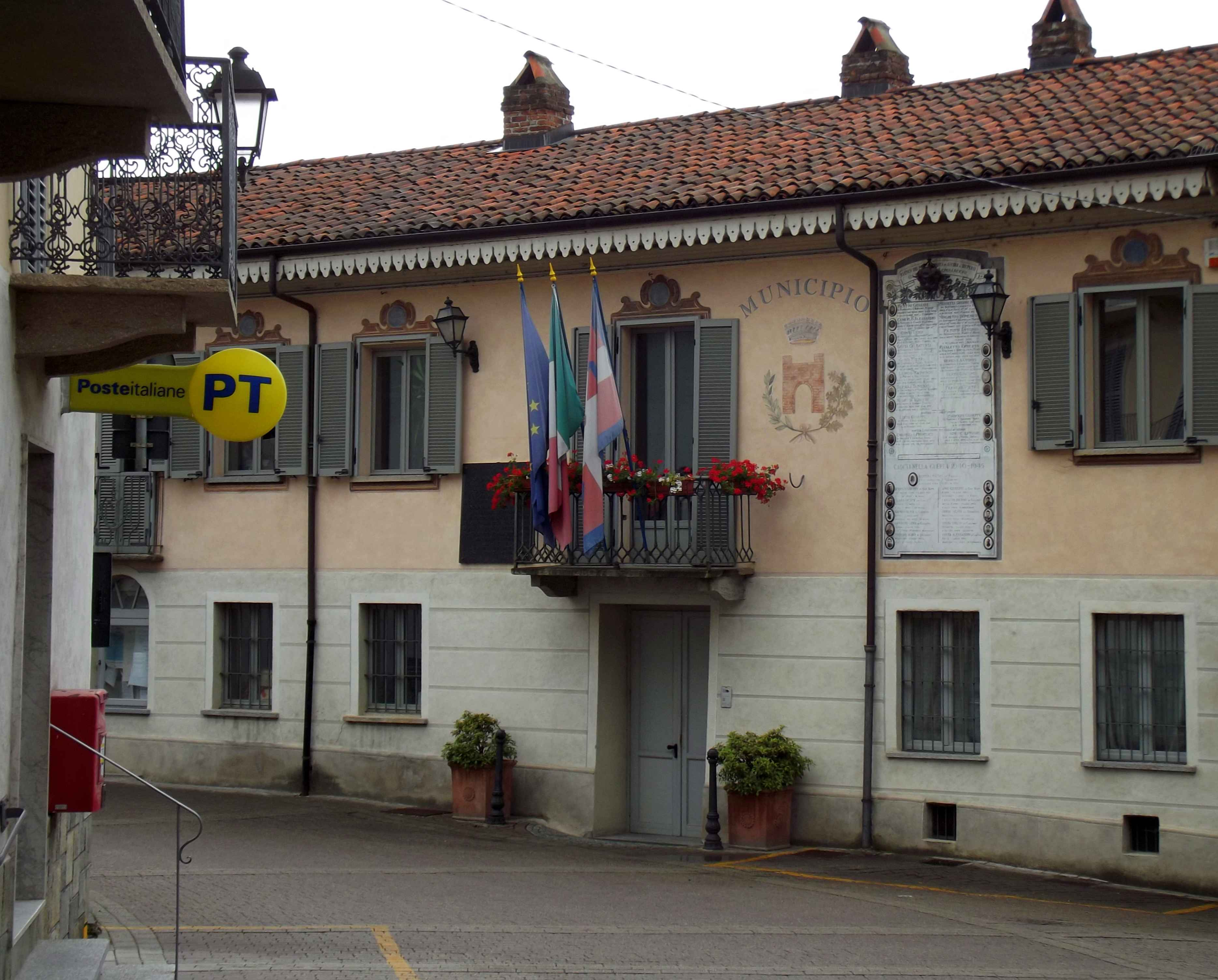
Rathaus
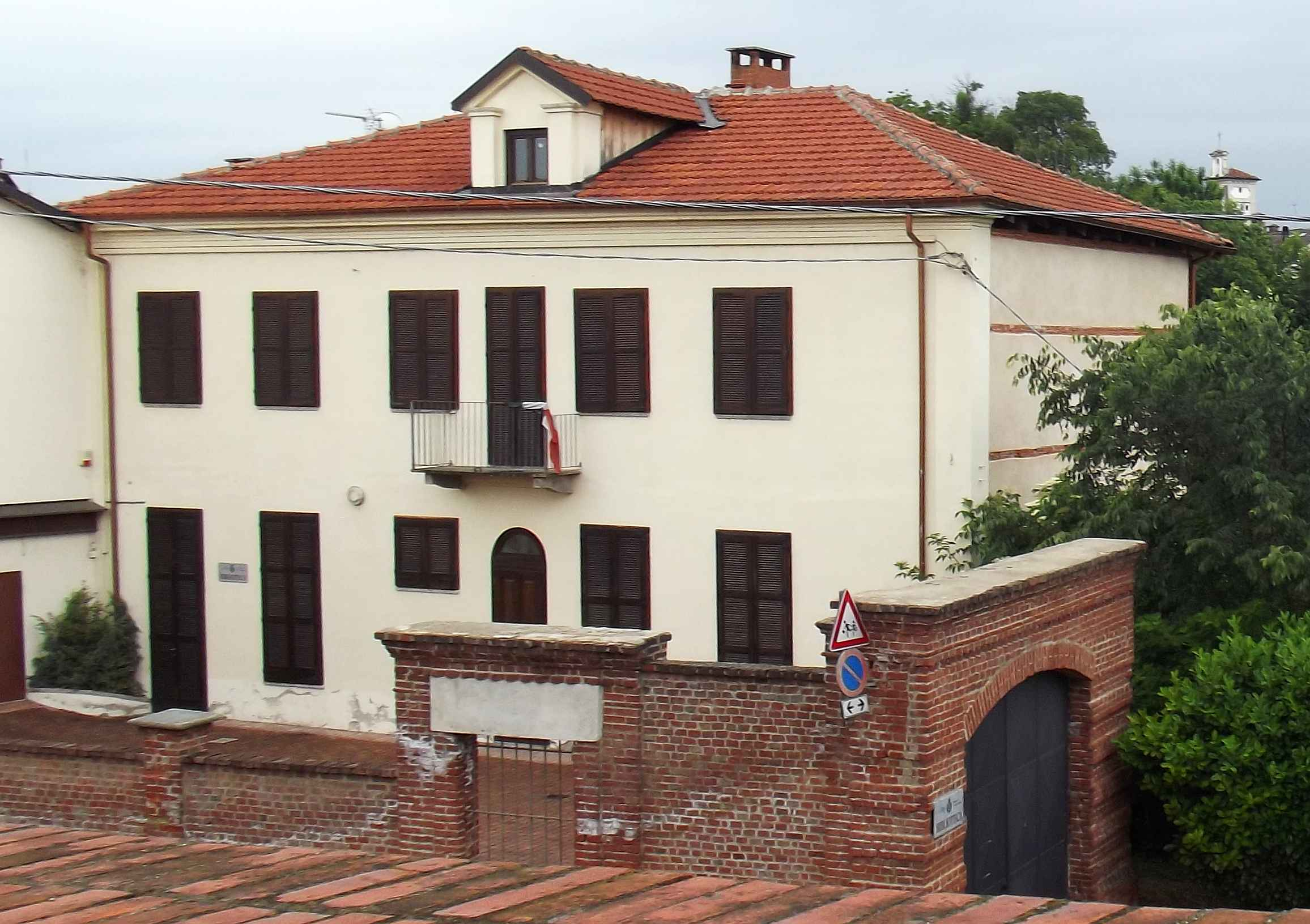
Bibliothek
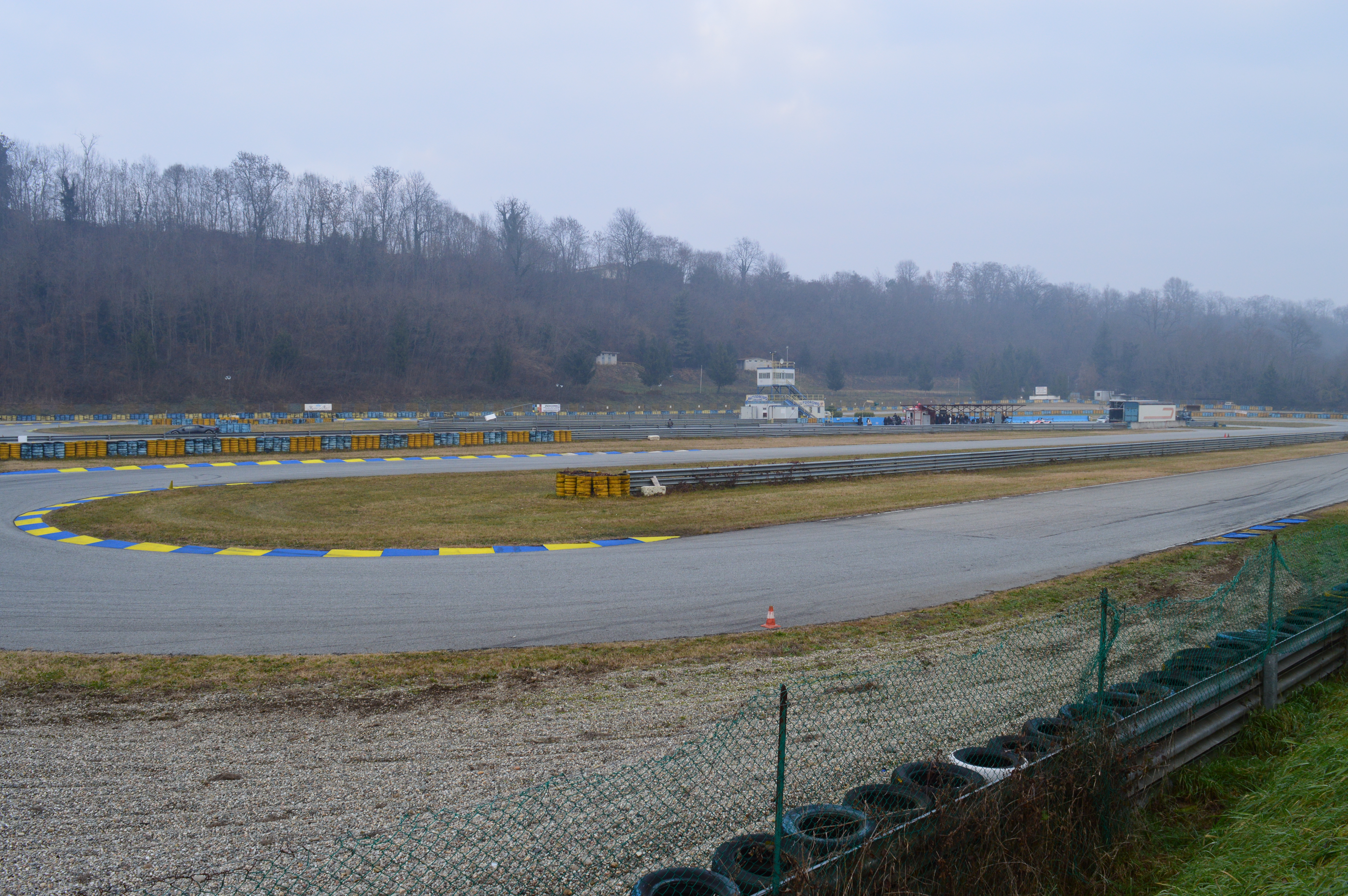
Autodromo